# جونينيو (لاعب كرة قدم)
جونينيو (بالبرتغالية: Vítor Gomes Pereira Júnior‏) هو لاعب كرة قدم برازيلي في مركز الوسط، ولد في 8 يناير 1989 في ساو جوزيه دوس كامبوس في البرازيل. لعب مع شيكاغو فاير ولوس أنجلوس غلاكسي ونادي تيخوانا ونادي ساو باولو.

## وصلات خارجية
- جونينيو (لاعب كرة قدم) على موقع الدوري الأمريكي (الإنجليزية)
- جونينيو (لاعب كرة قدم) على موقع إي إس بي إن إف سي (الإنجليزية)
- جونينيو (لاعب كرة قدم) على موقع قاعدة بيانات كرة القدم.إي يو (الإنجليزية)
- جونينيو (لاعب كرة قدم) على موقع Soccerbase.com (لاعب) (الإنجليزية)
- جونينيو (لاعب كرة قدم) على موقع Soccerway.com (الإنجليزية)
- جونينيو (لاعب كرة قدم) على موقع عالم كرة القدم.نت (الإنجليزية)
- جونينيو (لاعب كرة قدم) على موقع AS.com (الإسبانية)